# Баленко, Александр Александрович
Александр Александрович Баленко (26 февраля 1976) — украинский футболист, защитник.

## Биография
Воспитанник ДЮСШ «Каскад» города Славутич. В начале карьеры выступал за любительские команды и клубы низших лиг Украины.
В 1997 году перешёл в клуб высшего дивизиона России «Факел» (Воронеж), но сыграл за него только один матч в Кубке России. Затем несколько лет выступал в России за «Оскол» (Старый Оскол), московский клуб «Спартак-Чукотка» и пермский «Амкар». С московской командой стал победителем зонального турнира второй лиги 1999 года. В пермском клубе не смог заиграть по состоянию здоровья и спустя полтора года покинул клуб.
В середине 2000-х годов выступал за клубы чемпионата Вьетнама.
В конце карьеры играл за украинские клубы первой лиги — симферопольский «Игросервис» и хмельницкое «Подолье». В возрасте 31 года завершил профессиональную карьеру.

## Достижения
- Победитель второго дивизиона России: 1999 (зона «Центр»)